# 2010 KZ39
2010 KZ39 es un objeto transneptuniano con un magnitud absoluta de 4.0. La lista de sitios web de Michael E. Brown, lo enumeran como un probable planeta enano.
Aunque se necesita investigar más, aparece junto a la órbita del Sol cada 302 años, poniéndolo en el mismo rango que Makemake, Chaos y otros objetos que giran alrededor del sol en 6:11 de resonancia a Neptuno.

## Características
Ha sido observado 28 veces en 3 posiciones distintas. A partir de 2014, esta a 46.2 ua del Sol.
Brown asume un albedo de 0.10, resultando en un diámetro estimado de 600 kilómetros (372,8 mi). Aun así, ya que el albedo es desconocido y tiene una magnitud absoluta preliminar de 4.0, su diámetro podría fácilmente estar entre 420 (albedo: 0.25) y 940 km (albedo: 0.05).